# Ханкенсбюттель
Ханкенсбюттель (нем. Hankensbüttel) — община в Германии, в земле Нижняя Саксония.
Входит в состав района Гифхорн. Подчиняется управлению Ханкенсбюттель. Население составляет 4321 человек (на 31 декабря 2010 года). Занимает площадь 34,82 км².
| Год  | Население |
| ---- | --------- |
| 1990 | 3927      |
| 1995 | 4296      |
| 2000 | 4451      |
| 2005 | 4514      |
| 2010 | 4349      |